# Eerste klasse 1998-99 (voetbal België)
Het seizoen 1998/99 van de Belgische Jupiler Liga ging van start op 21 augustus 1998 en eindigde op 16 mei 1999. KRC Genk werd voor het eerst in zijn geschiedenis landskampioen.

## Gepromoveerde teams
Deze teams waren gepromoveerd uit de Tweede Klasse voor de start van het seizoen:
- KV Oostende (kampioen in Tweede)
- KV Kortrijk (eindrondewinnaar)

## Degraderende teams
Deze teams degradeerden naar Tweede Klasse op het eind van het seizoen:
- KV Kortrijk
- KV Oostende

## Titelstrijd
Na een ontgoochelende competitiestart slaagde Anderlecht in een plaats bovenaan in de rangschikking in te nemen onder leiding van Jean Dockx en Franky Vercauteren. De club versloeg zelfs rivaal Standard Luik met een opmerkelijke 0-6 demonstratie. Twee speeldagen voor het eind van het seizoen was dit de tussenstand van de top-3 :
1. . Genk 32 70
2. . Brugge 32 68
3. . Anderlecht 32 64

Deze drie teams waren nog in de running voor de landstitel. Club Brugge verloor echter zijn wedstrijd tegen Moeskroen, terwijl Anderlecht met 2-5 ging winnen bij KRC Genk. Op de laatste speeldag verzekerde Genk zich echter van zijn eerste landstitel dankzij een overwinning in Harelbeke. Brugge en Anderlecht moesten zich met een ticket voor de UEFA Cup tevreden stellen.

## Personen en sponsors
| #  | Club                | Plaats       | Stadion                      | Capac. | Trainer                        | Vorige trainers seizoen 1998/99   | Aanvoerder           | Hoofdsponsor         |
| -- | ------------------- | ------------ | ---------------------------- | ------ | ------------------------------ | --------------------------------- | -------------------- | -------------------- |
| 1  | Eendracht Aalst     | Aalst        | Pierre Cornelisstadion       | 10.000 | Barry Hulshoff                 |                                   | Philippe Vande Walle | Safir                |
| 2  | KAA Gent            | Gent         | Jules Ottenstadion           | 18.215 | Trond Sollied                  | Johan Boskamp, Herman Vermeulen   | Frank Dauwen         | VDK Spaarbank        |
| 3  | RSC Anderlecht      | Anderlecht   | Constant Vanden Stockstadion | 28.063 | Jean Dockx & Frank Vercauteren | Arie Haan                         | Pär Zetterberg       | Generale Bank        |
| 4  | KSK Beveren         | Beveren      | Freethiel                    | 13.290 | Stani Gzil                     |                                   | Bert Dhondt          | Pioneer              |
| 5  | Excelsior Moeskroen | Moeskroen    | Le Canonnier                 | 9.000  | Hugo Broos                     |                                   | Claude Verspaille    | Hans Verkerk Keukens |
| 6  | Club Brugge         | Brugge       | Jan Breydelstadion           | 29.975 | Eric Gerets                    |                                   | Franky Van der Elst  | Gemeentekrediet      |
| 7  | Germinal Ekeren     | Ekeren       | Veltwijckstadion             | 8.000  | Herman Helleputte              |                                   | Gunther Hofmans      | Young Charly         |
| 8  | KRC Harelbeke       | Harelbeke    | Forestiersstadion            | 9.737  | Henk Houwaart                  |                                   | Martin Laamers       | Mauer                |
| 9  | Lommel SK           | Lommel       | Gemeentelijk Sportcentrum    | 13.500 | Jos Daerden                    | Lei Clijsters                     | Gert Cannaerts       | Publi Van Dyck       |
| 10 | KV Kortrijk         | Kortrijk     | Guldensporenstadion          | 9.000  | Michel De Wolf                 |                                   | Stefan Leleu         | Oramic               |
| 11 | KV Oostende         | Oostende     | Albertparkstadion            | 8.000  | Ronni Brackx                   | Dennis van Wijk, Jean-Marie Pfaff | Johnny Nierynck      | Nosik Pharma         |
| 12 | Lierse SK           | Lier         | Herman Vanderpoortenstadion  | 14.538 | Walter Meeuws                  |                                   | David Brocken        | Krefima              |
| 13 | KSC Lokeren         | Lokeren      | Daknamstadion                | 9.560  | Willy Reynders                 |                                   | Chris Janssens       | Deschacht            |
| 14 | Racing Genk         | Genk         | Thyl Gheyselinckstadion      | 21.000 | Aimé Antheunis                 |                                   | Domenico Olivieri    | Ford Nitto           |
| 15 | Sint-Truidense VV   | Sint-Truiden | Staaien                      | 14.785 | Poll Peters                    |                                   | Eddy Dierickx        | Eburon               |
| 16 | Sporting Charleroi  | Charleroi    | Mambourg                     | 18.593 | Robert Waseige                 |                                   | Dante Brogno         | ASLK                 |
| 17 | Standard de Liège   | Luik         | Stade Maurice Dufrasne       | 30.023 | Tomislav Ivić                  |                                   | Guy Hellers          | Cirio                |
| 18 | KVC Westerlo        | Westerlo     | 't Kuipje                    | 8.035  | Jos Heyligen                   |                                   | Marc Cox             | Veralu               |

## Eindstand
|         |    |                 | P  | W  | G  | V  | +  | -  | DS  | Ptn |
| ------- | -- | --------------- | -- | -- | -- | -- | -- | -- | --- | --- |
| K (CL)  | 1  | Genk            | 34 | 22 | 7  | 5  | 74 | 38 | +36 | 73  |
| (UEFA)  | 2  | Club Brugge     | 34 | 22 | 5  | 7  | 65 | 38 | +27 | 71  |
| (UEFA)  | 3  | Anderlecht      | 34 | 21 | 7  | 6  | 76 | 39 | +37 | 70  |
|         | 4  | Moeskroen       | 34 | 19 | 9  | 6  | 76 | 47 | +29 | 66  |
|         | 5  | Lokeren         | 34 | 17 | 6  | 11 | 69 | 61 | +8  | 57  |
|         | 6  | Standard Luik   | 34 | 17 | 3  | 14 | 55 | 47 | +8  | 54  |
| (beker) | 7  | Lierse          | 34 | 16 | 6  | 12 | 72 | 47 | +25 | 54  |
|         | 8  | KAA Gent        | 34 | 14 | 10 | 10 | 55 | 59 | −4  | 52  |
|         | 9  | Sint-Truiden    | 34 | 14 | 9  | 11 | 52 | 46 | 6   | 51  |
|         | 10 | Germinal Ekeren | 34 | 14 | 7  | 13 | 48 | 46 | +2  | 49  |
|         | 11 | Harelbeke       | 34 | 10 | 11 | 13 | 44 | 46 | −2  | 41  |
|         | 12 | Westerlo        | 34 | 11 | 7  | 16 | 56 | 62 | −6  | 40  |
|         | 13 | Eendracht Aalst | 34 | 9  | 8  | 17 | 48 | 66 | −18 | 35  |
|         | 14 | Charleroi       | 34 | 7  | 11 | 16 | 40 | 54 | −14 | 32  |
|         | 15 | Beveren         | 34 | 8  | 6  | 20 | 33 | 60 | −27 | 30  |
|         | 16 | Lommel          | 34 | 7  | 7  | 20 | 33 | 56 | −23 | 28  |
| D       | 17 | KV Kortrijk     | 34 | 6  | 7  | 21 | 49 | 81 | −32 | 25  |
| D       | 18 | KV Oostende     | 34 | 4  | 10 | 20 | 27 | 79 | −52 | 22  |

P: wedstrijden gespeeld, W: wedstrijden gewonnen, G: gelijke spelen, V: wedstrijden verloren, +: gescoorde doelpunten, -: doelpunten tegen, DS: doelsaldo, Ptn: totaal punten
K: kampioen, D: degradeert, (beker): bekerwinnaar, (CL): geplaatst voor Champions League, (UEFA): geplaatst voor UEFA-beker

## Topscorers
| Scorer            | Goals | Team                | Land          |
| ----------------- | ----- | ------------------- | ------------- |
| Jan Koller        | 24    | Sporting Lokeren    | Tsjechië      |
| Branko Strupar    | 18    | KRC Genk            | Kroatië       |
| Souleymane Oulare | 17    | KRC Genk            | Guinee        |
| Zoran Ban         | 16    | Excelsior Moeskroen | Kroatië       |
| Tomasz Radzinski  | 15    | RSC Anderlecht      | Canada/ Polen |
| Jochen Janssen    | 15    | KVC Westerlo        | België        |
| Filip Fiers       | 15    | Sint-Truiden VV     | België        |
| Eric Van Meir     | 14    | Lierse SK           | België        |

## Trainerswissels
| Trainer          | Datum             | Club           | Reden voor ontslag                           | Positie | Opvolger(s)                    | Datum aanstellen opvolger |
| ---------------- | ----------------- | -------------- | -------------------------------------------- | ------- | ------------------------------ | ------------------------- |
| Arie Haan        | 16 september 1998 | RSC Anderlecht | Slechte resultaten in competitie en UEFA Cup | 16e     | Jean Dockx & Frank Vercauteren | 16 september 1998         |
| Johan Boskamp    | 14 oktober 1998   | KAA Gent       | Financiële situatie van de club              | 7e      | Herman Vermeulen               | 14 oktober 1998           |
| Dennis van Wijk  | 28 oktober 1998   | KV Oostende    | Slechte resultaten                           | 17e     | Jean-Marie Pfaff               | 28 oktober 1998           |
| Lei Clijsters    | 28 december 1998  | Lommel SK      | Slechte resultaten                           | 16e     | Jos Daerden                    | 28 december 1998          |
| Herman Vermeulen | 31 december 1998  | KAA Gent       | Einde interimperiode                         | 6e      | Trond Sollied                  | 1 januari 1999            |
| Jean-Marie Pfaff | 4 februari 1999   | KV Oostende    | Slechte resultaten                           | 18e     | Ronni Brackx                   | 4 februari 1999           |

## Individuele prijzen
- Gouden Schoen:  Branko Strupar (Racing Genk)
- Profvoetballer van het Jaar:  Souleymane Oulare (Racing Genk)
- Trainer van het Jaar:  Aimé Antheunis (Racing Genk)
- Keeper van het Jaar:  Vedran Runje (Standard Luik)
- Scheidsrechter van het Jaar:  Frans Van Den Wijngaert
- Ebbenhouten Schoen:  Souleymane Oulare (Racing Genk)
- Jonge Profvoetballer van het Jaar:  Walter Baseggio (RSC Anderlecht)

1895/96 · 1896/97 · 1897/98 · 1898/99 · 1899/00 · 1900/01 · 1901/02 · 1902/03 · 1903/04 · 1904/05 · 1905/06 · 1906/07 · 1907/08 · 1908/09 · 1909/10 · 1910/11 · 1911/12 · 1912/13 · 1913/14 · 1914/15 · 1915/16 · 1916/17 · 1917/18 · 1918/19 · 
1919/20 · 1920/21 · 1921/22 · 1922/23 · 1923/24 · 1924/25 · 1925/26 · 1926/27 · 1927/28 · 1928/29 · 1929/30 · 1930/31 · 1931/32 · 1932/33 · 1933/34 · 1934/35 · 1935/36 · 1936/37 · 1937/38 · 1938/39 · 1939/40 · 1940/41 · 1941/42 · 1942/43 · 1943/44 · 1944/45 · 1945/46 · 1946/47 · 1947/48 · 1948/49 · 1949/50 · 1950/51 · 1951/52 · 1952/53 · 1953/54 · 1954/55 · 1955/56 · 1956/57 · 1957/58 · 1958/59 · 1959/60 · 1960/61 · 1961/62 · 1962/63 · 1963/64 · 1964/65 · 1965/66 · 1966/67 · 1967/68 · 1968/69 · 1969/70 · 1970/71 · 1971/72 · 1972/73 · 1973/74 · 1974/75 · 1975/76 · 1976/77 · 1977/78 · 1978/79 · 1979/80 · 1980/81 · 1981/82 · 1982/83 · 1983/84 · 1984/85 · 1985/86 · 1986/87 · 1987/88 · 1988/89 · 1989/90 · 1990/91 · 1991/92 · 1992/93 · 1993/94 · 1994/95 · 1995/96 · 1996/97 · 1997/98 · 1998/99 · 1999/00 · 2000/01 · 2001/02 · 2002/03 · 2003/04 · 2004/05 · 2005/06 · 2006/07 · 2007/08 · 2008/09 · 2009/10 · 2010/11 · 2011/12 · 2012/13 · 2013/14 · 2014/15 · 2015/16 · 2016/17 · 2017/18 · 2018/19 · 2019/20 · 2020/21· 2021/22 · 2022/23 · 2023/24 · 2024/25